# Michael Ammermüller
Michael Ammermüller, född 14 februari 1986 i Passau, är en tysk racerförare.
Ammermüller körde i GP2 Series under 2007. Han var då även testförare i formel 1-stallet Red Bull. 2008 körde han i International Formula Master.